# Dorfkirche Lemnitz

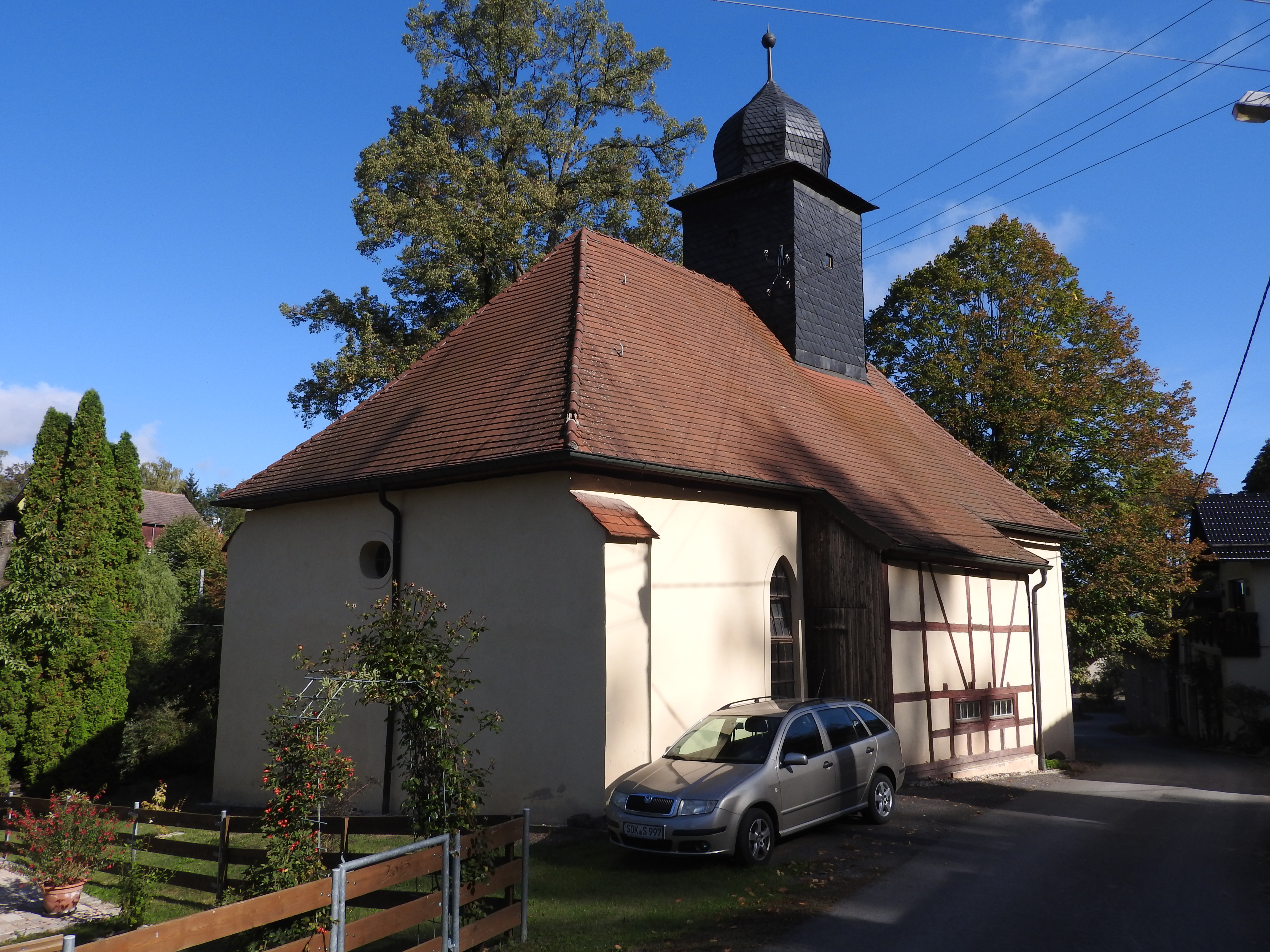
Dorfkirche Lemnitz

Die evangelisch-lutherische, denkmalgeschützte Dorfkirche Lemnitz, ehemals St. Maria, steht in Lemnitz, einer Gemeinde in der Verwaltungsgemeinschaft Triptis im thüringischen Saale-Orla-Kreis. Die Kirchengemeinde Lemnitz gehört zur Pfarrei Triptis im Kirchenkreis Schleiz der Evangelischen Kirche in Mitteldeutschland.

## Beschreibung
Die kleine Saalkirche entstand im 15. oder 16. Jahrhundert. Das erste bekannte Datum an einem der Grabsteine hinter dem Altar nennt das Jahr 1607. An einem Fenster über der 1753 im Süden angebauten Gruft soll die inzwischen nicht mehr erkennbare Jahreszahl 1753 gestanden haben. Am Kirchengestühl ist die Datierung 1761 erhalten. 
Das rechteckige Kirchenschiff trägt ein Walmdach, auf dem sich ein schiefergedeckter quadratischer Dachreiter erhebt, auf dem eine sechsseitige Haube sitzt. In ihm hängen zwei Glocken, die eine aus Bronze, die andere aus Stahl. 
Mitte des 18. Jahrhunderts wurde in mehreren Schritten der Innenraum barock umgestaltet. Ein Kanzelaltar wurde eingebaut. Die beiden Putten, die als Schildhalter dienen, sind aus Pappmaché gearbeitet, ebenso wie Teile der Verzierungen an den Seitenwangen des Altaraufbaus. In Höhe des Kanzelkorbes stehen in der Mitte Christus mit der Weltkugel, links Moses mit den Gesetzestafeln und rechts Johannes der Evangelist. Über der Mensa ist das Letzte Abendmahl dargestellt. Auf beiden Seiten befinden sich Patronatslogen. Rechts neben dem Altar steht der Pfarrstuhl. Der links untergebrachte Beichtstuhl wurde zugunsten einer besser gangbaren Treppe zur Kanzel entfernt. 
Den Raum umgibt eine hufeisenförmig angelegte eingeschossige Empore, auf der im Westen steht die Orgel. Die Holzbalkendecke ist verputzt und sparsam mit Stuck versehen. Über der Orgel ist noch zu erkennen, dass sie einst farbig bemalt war. Das achtkantige Taufbecken entstammt der Bauzeit und wurde 1911 restauriert. 
Die kleine Orgel mit 8 Registern auf einem Manual und Pedal wurde vermutlich um 1870 von einem unbekannten Erbauer errichtet. Der Prospekt hingegen ist älter, er stammt von einem Vorgängerinstrument aus der Barockzeit. 2003 und 2007 hat Orgelbau Schönefeld das Instrument repariert.